# Antalgė
Antalgė è un villaggio del distretto di Utena della contea omonima, nel nord-est della Lituania. Secondo un censimento del 2011, la popolazione ammonta a 489 abitanti. L’insediamento si è sviluppato sulle coste del lago Ilgis, sulla cui riva opposta si trova Rimšė: lo specchio d’acqua segna il confine amministrativo tra il distretto di Ignalina e quello di Utena.

## Storia
Nella zona gli archeologi hanno rinvenuto asce di pietra, vasi e altri utensili presumibilmente del III secolo a.C.: la presenza del lago e di ben 9 colline che circondano l’attuale Antalgė dovettero sembrare una zona adatta all’agricoltura. I resti sono conservati nel Museo della regione di Utena, nonostante parte di questi sia andata perduta a seguito di scontri tra le forze armate lituane e i bolscevichi nel 1919.
Fu nel corso del Novecento che il centro abitato si popolò maggiormente a seguito della costruzione di scuole, ufficio postale e la formazione di kolchoz negli anni Cinquanta.

## Galleria d’immagini

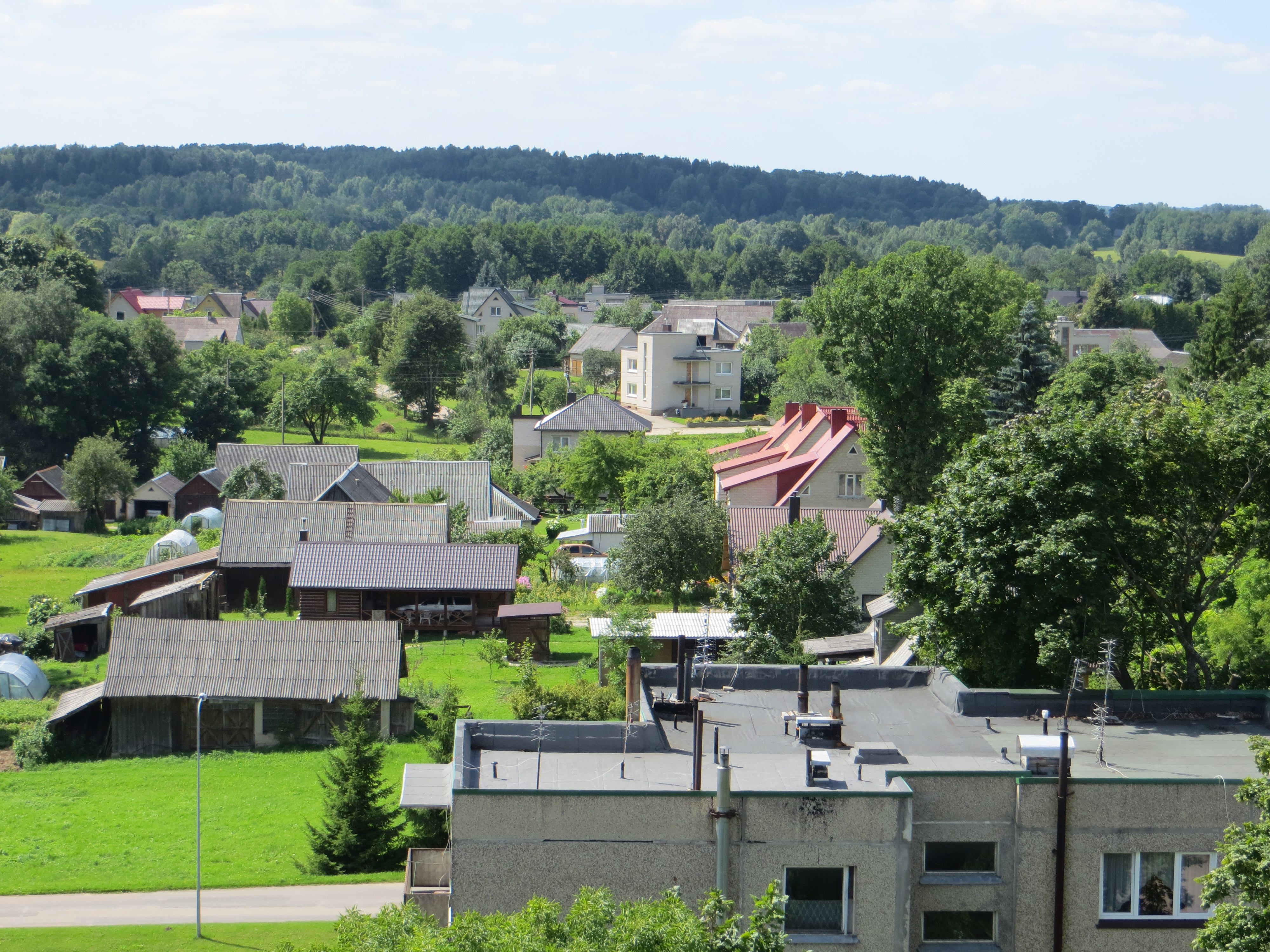
Sguardo d’insieme del centro abitato
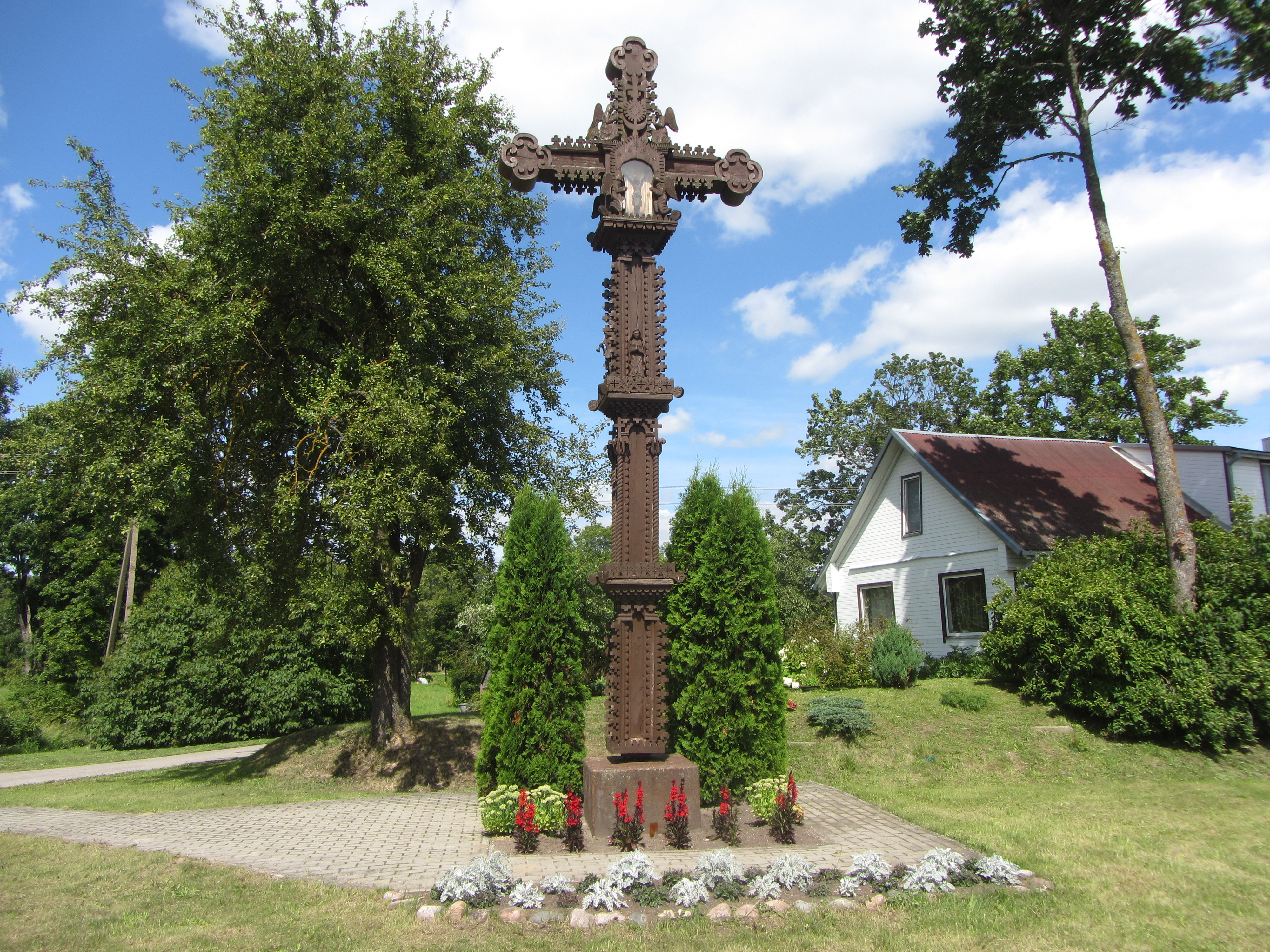
Croce in Antalgė
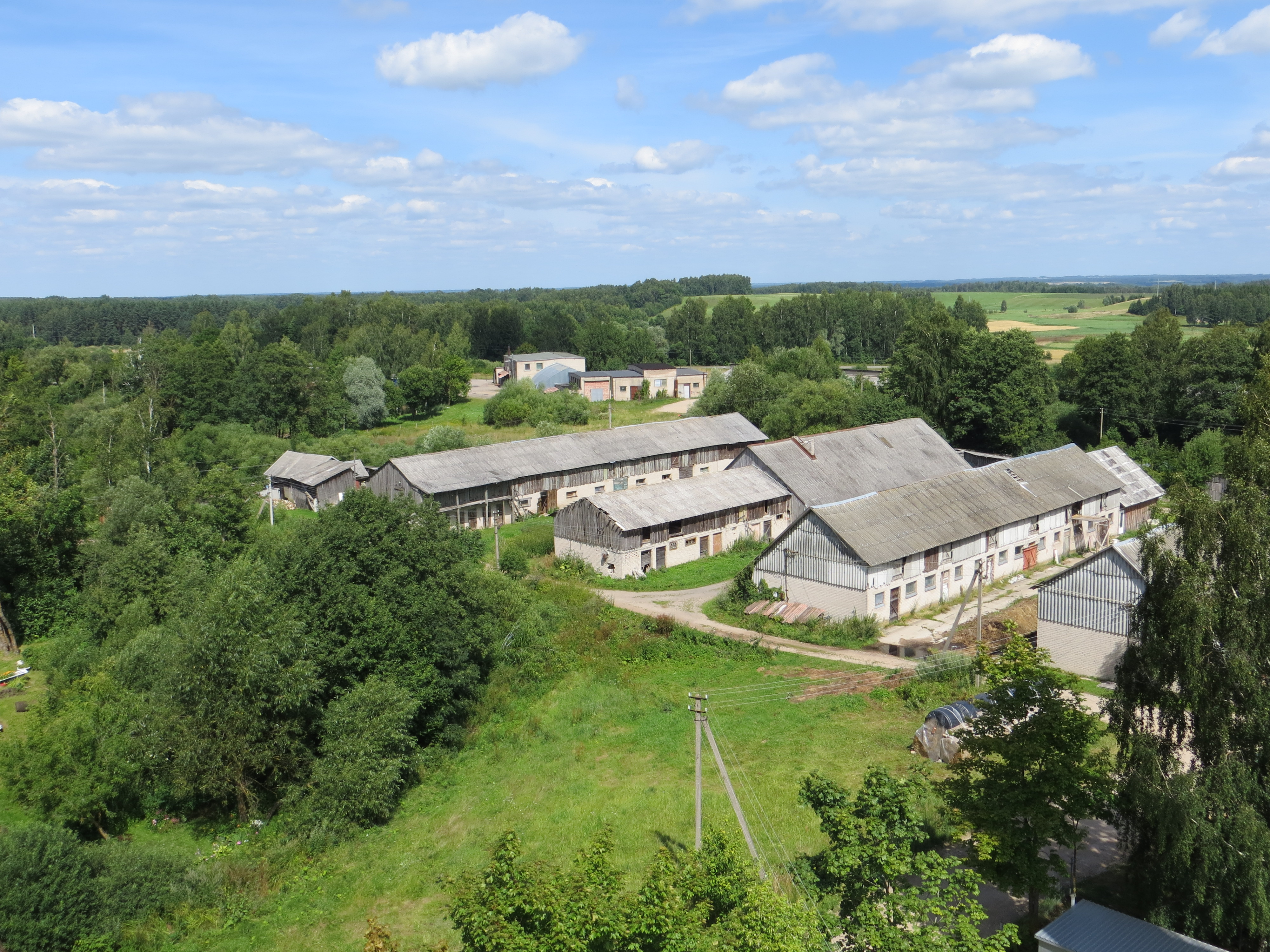
Ex fattorie collettive oggi